# Rudolf von Waldenfels (General)

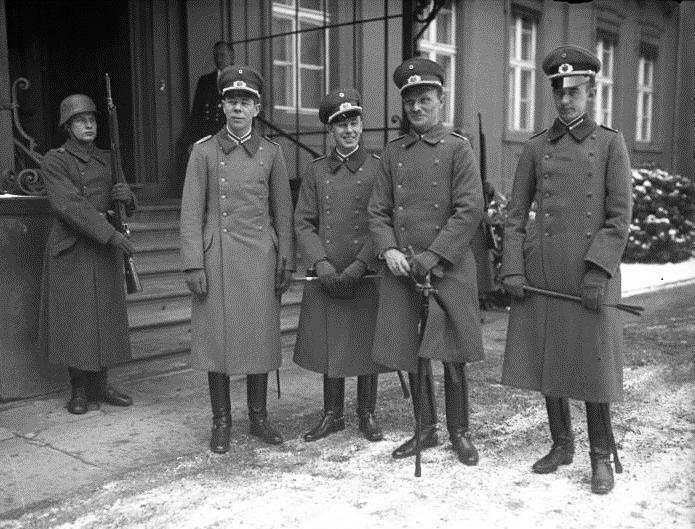
Empfang der Amerika-Reiter beim Reichspräsidenten von Hindenburg (1930): Freiherr von Nagel, Harald Momm, Rudolf von Waldenfels, Kurt Hasse (v. l. n. r.)

Rudolf Otto Hans Freiherr von Waldenfels (* 23. September 1895 in Ingolstadt; † 14. August 1969 in Rottach-Egern) war ein deutscher Generalleutnant im Zweiten Weltkrieg und Springreiter.

## Leben

### Herkunft
Rudolf von Waldenfels war der jüngste Sohn des bayerischen Generalleutnants Wilhelm von Waldenfels (1853–1936) und dessen Ehefrau Agnes, geborene von Rex (* 1863), Tochter des späteren Generalleutnants Rudolf von Rex. Sein älterer Bruder war der spätere Rittmeister und Staatsarchivdirektor Otto von Waldenfels (1889–1974), welcher später gemeinsam mit ihm im 6. Chevaulegers-Regiment „Prinz Albrecht von Preußen“ in Bayreuth diente.

### Karriere
Waldenfels besuchte das Kadettenhaus in München und trat nach dem Beginn des Ersten Weltkriegs am 17. August 1914 als Fahnenjunker in das 6. Chevaulegers-Regiment „Prinz Albrecht von Preußen“ der Bayerischen Armee ein. Dort wurde er mit Patent vom 15. November 1915 zum Leutnant befördert und für sein Wirken während des Krieges mit dem Militärverdienstorden IV. Klasse mit Schwertern sowie dem Eisernen Kreuz II. Klasse ausgezeichnet.
Nach Ende des Krieges wurde er in die Reichswehr übernommen und diente im 17. (Bayerisches) Reiter-Regiment. Von 1930 bis 1936 leitete er den Springstall der Kavallerieschule in Hannover. Unter seiner Führung errang der Springstall, die „Grauen Reiter“, zahlreiche Turniererfolge und konnte sich auch ausbildungstechnisch auszeichnen. So wurden u. a. Marten von Barnekow, Harald Momm, Kurt Hasse, welcher nach Harald Momm von Waldenfels die Wunderstute „Tora“ zugewiesen bekommt, und Heinz Brandt unter Waldenfels ausgebildet. 1930 nahm er u. a. gemeinsam mit Oberleutnant Harald Momm und Kurt Hasse an einem Springreiter-Turnier in Amerika teil. Dort gewann das Team und wurde im Dezember 1930 von Reichspräsident Paul von Hindenburg empfangen. 1931 wurde Momm nach Unstimmigkeiten mit Waldenfels in sein altes Regiment zurückversetzt. Als Führer der deutschen Springmannschaft; u. a. 1933 mit Oberst Heinz Brandt und wieder mit Oberst Harald Momm; gewann Waldenfels von 1931 bis 1933 den Nationenpreis „Coppa d’oro Mussolini“ in Rom. Durch den Dreifacherfolg wurde der Pokal in einen endgültigen Pokal umgewandelt und konnte damit dauerhaft in Deutschland verbleiben. 1933 konnte sich die deutsche Mannschaft gegen Ungarn und Bulgarien durchsetzen und gewann den Hindenburgpokal. Sein Nachfolger als Leiter des Springstalls der Kavallerieschule wurde Harald Momm.
Von November 1936 bis September 1939 war er, seit Oktober 1938 Oberstleutnant, bis zur Auflösung des Verbandes Kommandeur der I. Abteilung im Reiter-Regiment 17 beim XIII. Armeekorps und stellvertretender Regimentskommandeur. Anschließend übernahm er über den Beginn des Zweiten Weltkriegs hinaus bis zum 1. März 1940 die aus seiner ehemaligen Abteilung hervorgegangene Aufklärungs-Abteilung 10 bei der 10. Infanterie-Division. Von Anfang März bis 12. November 1940 war er kurz Kommandeur der Aufklärungs-Abteilung 24 bei der 24. Infanterie-Division, übernahm dann ab Mitte April 1941 von Oberst Erhard Raus, später auch Vorgänger als Kommandeur der 6. Panzer-Division, das Schützen-Regiment 4 bei der 6. Panzer-Division. Vorher war er von Mitte November 1940 bis 15. April 1941 zur Einweisung als Regimentskommandeur zum Schützen-Regiment 69 kommandiert worden. Kommandeur des Schützen-Regiments 4 blieb er bis April 1942. In dieser Stellung erhielt er am 11. Oktober 1941 das Ritterkreuz des Eisernen Kreuzes und avancierte im gleichen Monat zum Oberst. Er wurde dann letzter Kommandeur der Schützen-Brigade 6, ebenfalls wieder bei der 6. Panzer-Division und mit der Unterstellung des Schützen-Regiments 4. Anschließend war er ab November 1942 als Nachfolger von Hans Tröger Kommandant die Abteilungsführerschule Paris.
Ab Juli 1942 war seine Tante Gabriele, geborene von Hirsch-Gereuth (* 1869), in das KZ Theresienstadt verschleppt worden. Durch Waldenfels’ Einsatz erhielt sie den Prominentenstatus.
Ab Ende August 1943 war er mit Unterbrechungen Kommandeur der 6. Panzer-Division. Im November 1943 wurde er zum Generalmajor und im Juni 1944 zum Generalleutnant befördert. Im Februar 1944 wurde er durch Oberst Werner Marcks und noch mal im März 1944 durch Oberst Walter Denkert vertreten. Am 14. Mai 1944 wurde ihm das Eichenlaub zum Ritterkreuz des Eisernen Kreuzes verliehen. Von Ende Juni 1944 bis Ende August 1944 kämpfte die Division bei der 3. Panzerarmee während der Operation Bagration und von Anfang März bis Mitte März 1945 führte er die 6. Panzer-Division bei der Armeegruppe Balck während der Plattenseeoffensive. Bis Kriegsende blieb er Kommandeur der 6. Panzer-Division. Zu Kriegsende ergab sich die Division den Amerikanern, welche aber Teile an die Russen überstellte.
Nach dem Krieg wohnte er in Bamberg.

### Familie
Waldenfels hatte sich am 23. August 1919 in Bamberg mit Gertrud Grabner (* 1899) verheiratet. Aus der Ehe ging die Tochter Rosmarie (* 1920) hervor.